# Hồ Eyre
Hồ Eyre (hay hồ Kati Thanda theo cách gọi của người bản địa Úc, được mệnh danh là Hồ ẩn-hiện) là hồ nước mặn lớn nhất tại Úc và có vị trí thấp nhất ở nước này. Hồ này ở tọa độ 28°22′N 137°22′Đ / 28,367°N 137,367°Đ, cách phía bắc Adelaide khoảng 700 km và là trọng điểm của lòng chảo nội lục của Lưu vực hồ Eyre rộng lớn ở miền trung Úc. Quanh hồ này, có hình thành khu Vườn quốc gia hồ Eyre.
Hồ này có chu kỳ nước đầy rồi cạn khoảng mỗi 3 năm. Khi nước đầy, mép hồ thấp hơn mực nước biển 8 m, khi hồ cạn thì thấp hơn 15 m. Do đó, diện tích mặt nước hồ không cố định, dao động 0 đến 8.200 km², phụ thuộc vào nước mưa. Khi hồ cạn, mặt đáy hồ lộ ra một lớp muối khá dày.
Hồ chia làm hai phần nối với nhau bởi kênh Goyder: Hồ Eyre Bắc dài khoảng 144 km rộng khoảng 66 km; Hồ Eyre Nam dài 64 km rộng 24 km. Lớp muối ở chỗ dày nhất lên đến 50 cm.
|  |